# Mouettes genevoises
Les Mouettes genevoises sont un réseau de quatre lignes lacustres (M1 à M4) naviguant sur le Léman, plus précisément dans la rade de Genève. Exploitées par la Société des Mouettes genevoises navigation SA (SMGN) fondée le 1er mars 1897, elles représentent, en cumulé, 4,3 km de lignes fonctionnant toute l'année depuis 2004.

## Historique

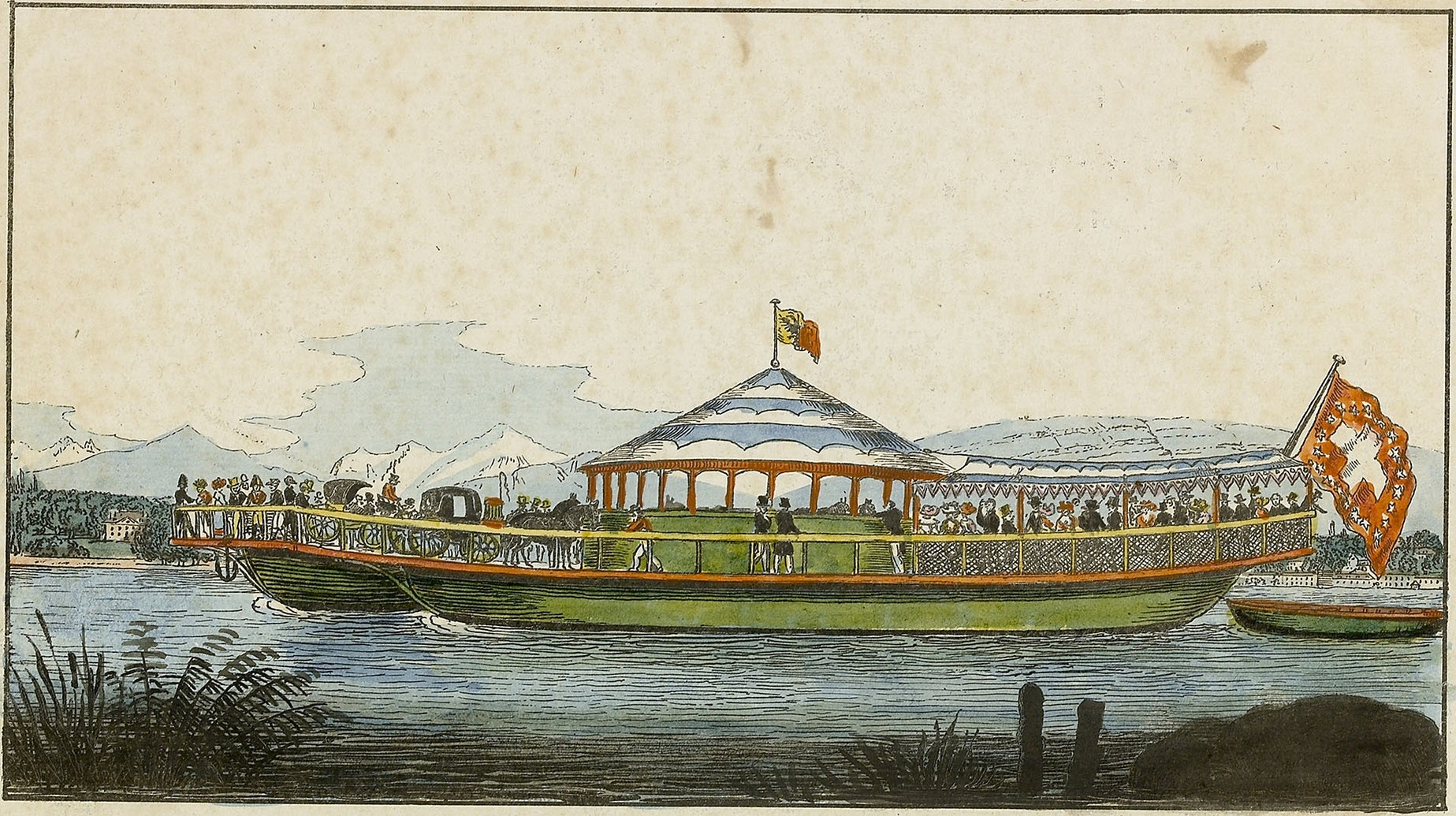
Bateau-manège en 1825.

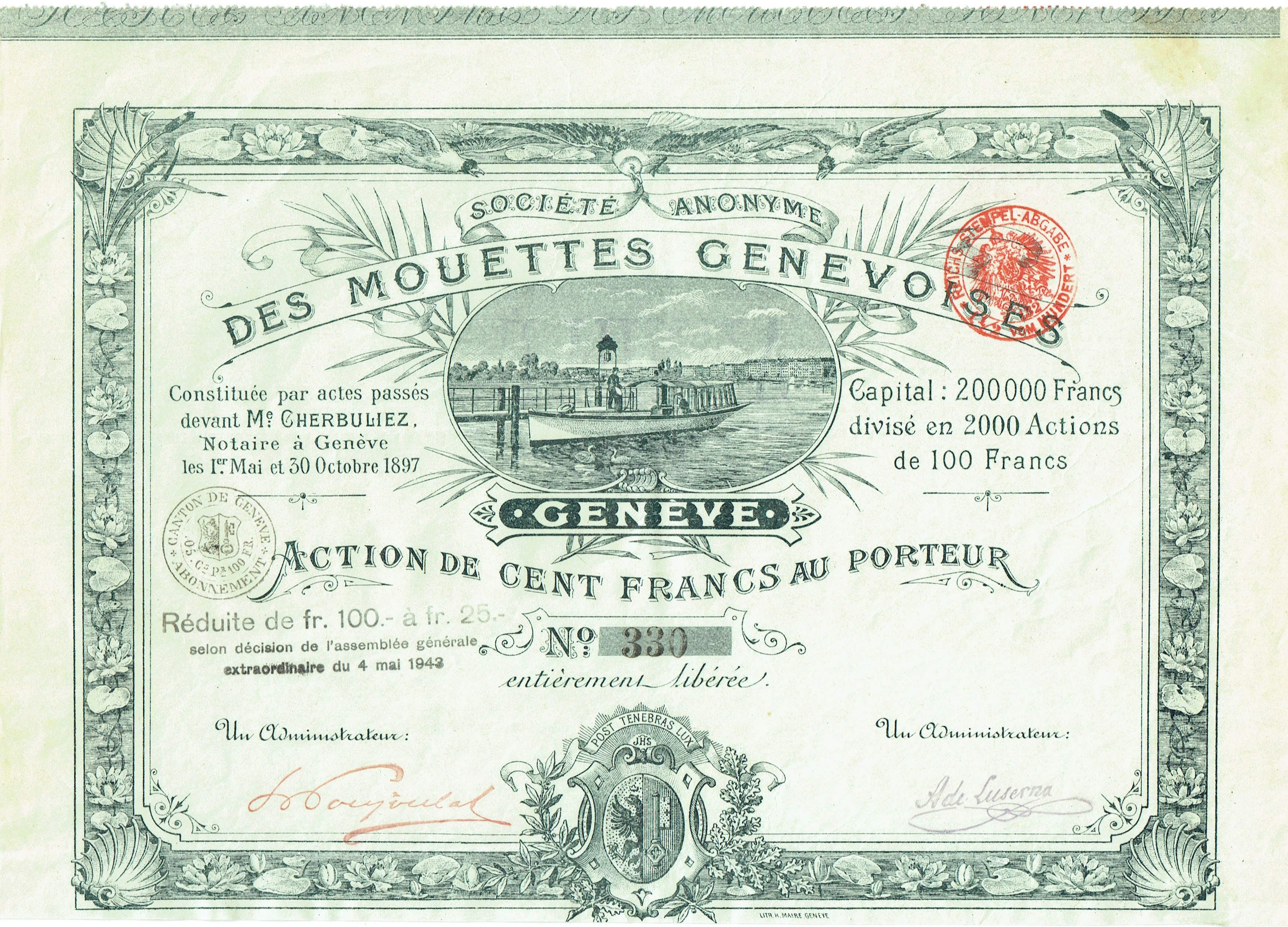
Action de la S.A. des Mouettes Genevoises en date du 30 octobre 1897.

L'ancêtre des Mouettes genevoises voit le jour en 1825 à l'initiative d'Edward Church, homme d'affaires et consul des États-Unis en France,,, à une époque où seuls les ponts de l'Île permettaient de passer d'une rive à une autre du Rhône. Ce service reliait Les Pâquis aux Eaux-Vives et était assuré, chose inédite en Europe, par un « bateau-manège », un catamaran dont chaque coque comportait une roue à aubes, mues par un manège de quatre chevaux, tournant en rond, situés sur le pont qui reliait les coques et abrités par un chapiteau. Un départ par heure était assuré, et des excursions étaient assurées en été. Ce service est un fiasco et le bateau-manège est vendu aux enchères en 1828 puis devient le pont d'accès du Guillaume Tell, premier bateau à vapeur de Suisse construit en 1823 à l'initiative de ... Edward Church. Ce bateau est surnommé « l'escargot du lac » ou « Lambin » par le poète Petit-Senn (en) qui lui dédia une Oraison funèbre.
Ensuite, des bateaux-mouches entrent en service et malgré l'arrivée du chemin de fer en 1858 et de la construction du pont des Bergues puis du pont du Mont-Blanc, ils survécurent, devenant un mode de transport plus orienté sur la plaisance.
En 1897, trois compagnies rivales fusionnent et le nom de l'une d'entre elles est utilisé pour celui de la nouvelle compagnie : Les Mouettes genevoises. Les bateaux étaient alors peint en blanc et le restèrent tout au long du XXe siècle.
La compagnie est rachetée par la famille Charrière en 1991, et jusqu'en juin 2007, les activités de la SMGN étaient liées à celle de la société Swissboat, autre compagnie appartenant à la famille, qui exploite la flotte touristique. Une ligne touristique propose la descente du Rhône jusqu'à Verbois.
Le service est devenu annuel le 12 janvier 2004, il n'était pas assuré en hiver jusqu'alors.
Le 23 juin 2010, le nouvel embarcadère De-Chateaubriand est inauguré et remplace celui de Perle du Lac, afin de faciliter les correspondances avec les Transports publics genevois, l'accès aux personnes à mobilité réduite et de pouvoir assurer une exploitation plus régulière de la ligne M4, l'ancien embarcadère ne permettait pas par forte bise d'accoster en toute sécurité.

## Composition de la flotte

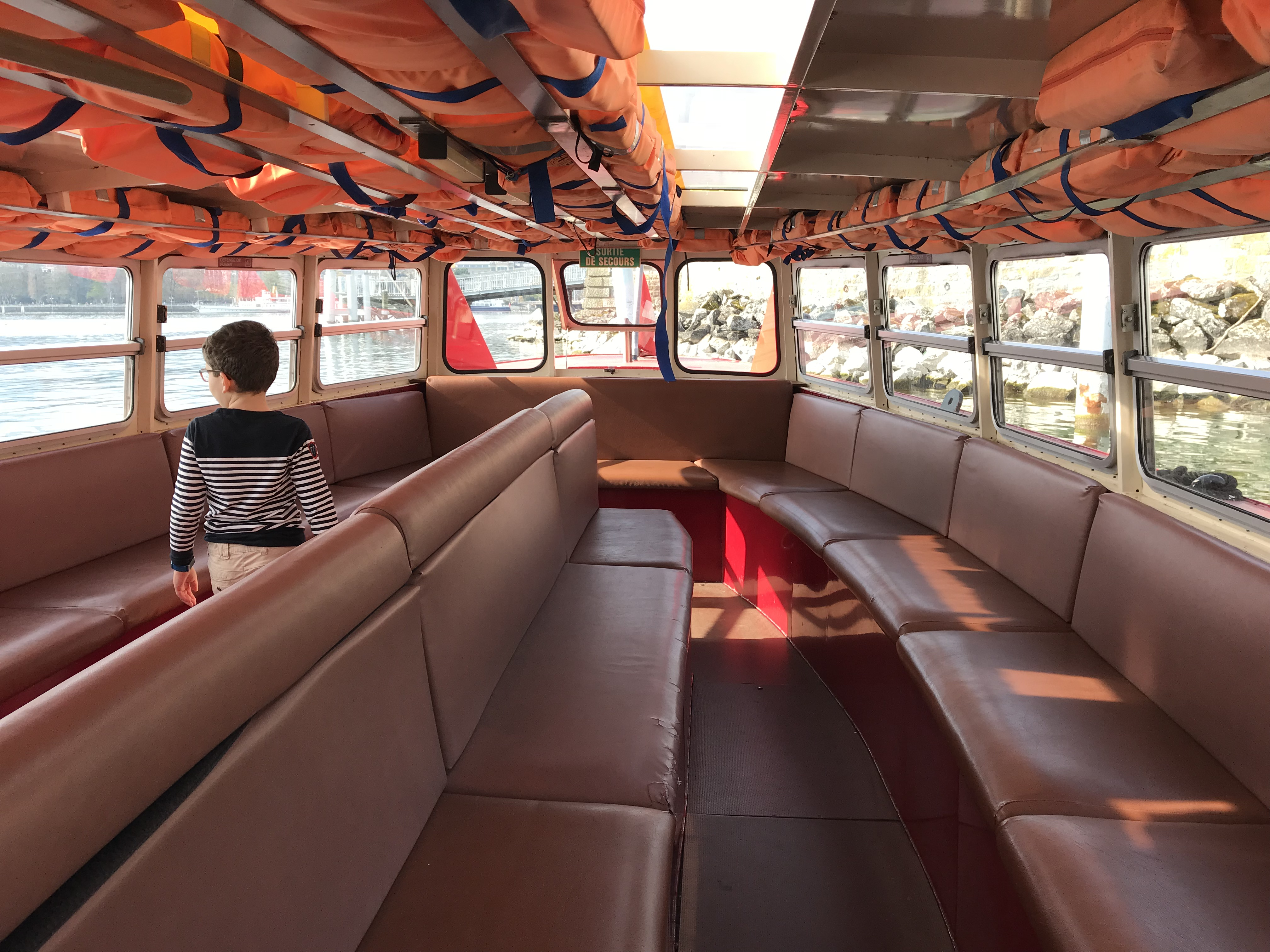
Intérieur d'une Mouette.

La SMGN utilise sept bateaux, peints en rouge et jaune, couleurs de Genève :
- trois bateaux électro-solaires de 60 places (MG3 Hélianthe, MG6 Solaris et MG12 Hélios) datant de 2003, 2004 et 2023, utilisés notamment sur les lignes M3 et M4[4],[8],[9] ;
- trois bateaux en bois (MG1 Perle du Lac, MG5 L'Eau-Vive et MG8 Rouss'eau), d'époque, de 30 à 50 places (La mise en service d'Hélianthe va en remplacer un) ;
- un bateau à coque en acier (MG11 Le Pâquisard) de 50 places.

Liste non exhaustive de bateaux naviguant ou ayant navigué pour les mouettes genevoises :
- La Perle du Lac, MG no 1 ;
- Nom inconnu, MG no 2, retirée du service ou revendue ;
- Hélianthe, MG no 3 ;
- Nom inconnu, MG no 4, retirée du service ou revendue ;
- L'Eau-Vive, MG no 5 ;
- Helios, MG no 6 ;
- Rouss'eau, MG no 8 ;
- Le Pâquisard, MG no 11 ;
- Solaris, MG no 12 ;
- Sarcelle, MG no 17, aujourd'hui revendue et reconvertie en bateau-atelier[11] ;
- Bécassine, MG no 18, retirée du service ou revendue.

D'ici 2024, deux des trois bateaux en bois seront remplacés par des bateaux à propulsion électrique, le premier l'a été en 2023 par Hélianthe ; le dernier bateau en bois ainsi que celui à coque acier à propulsion Diesel seront conservés en réserve,.

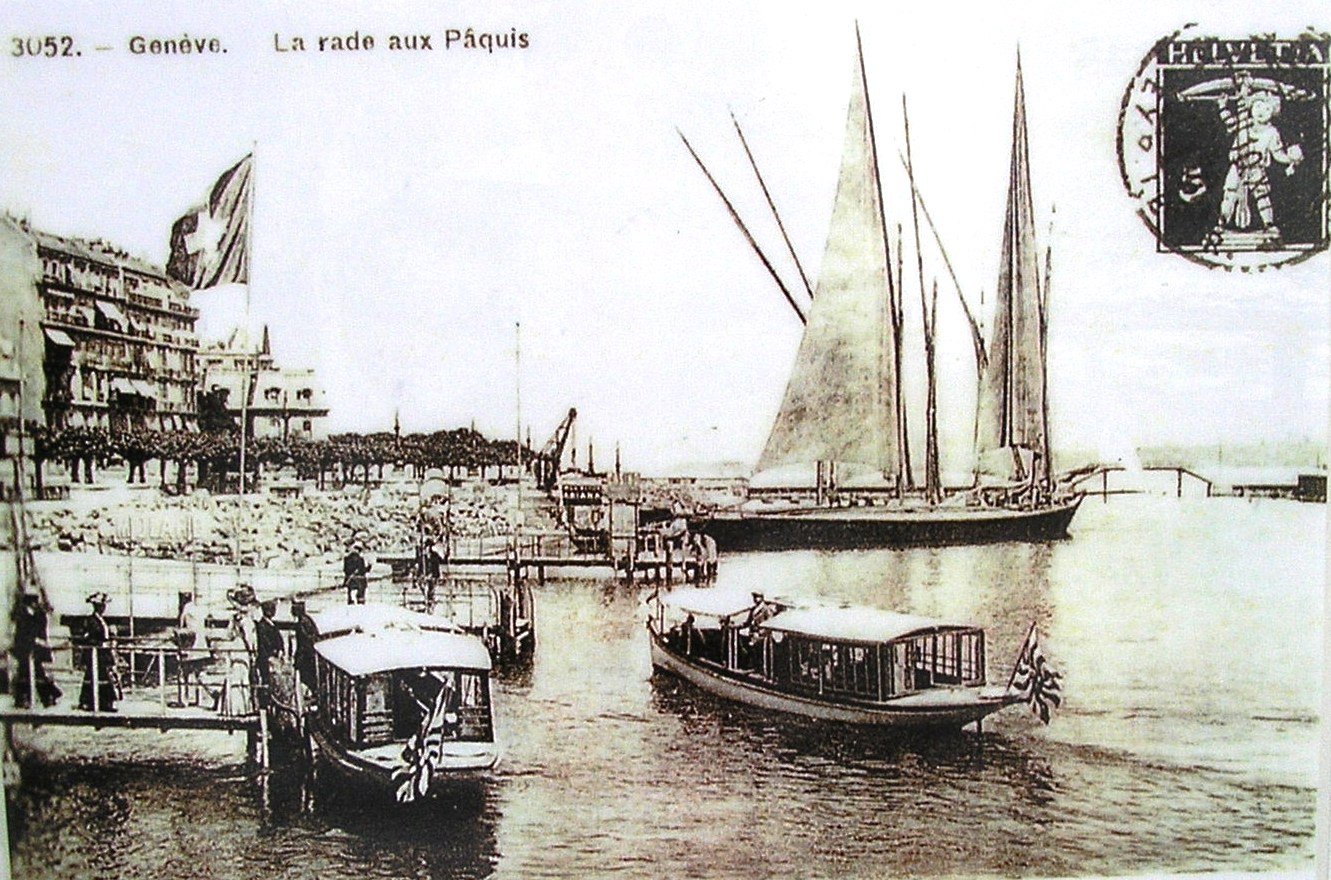
En 1910.
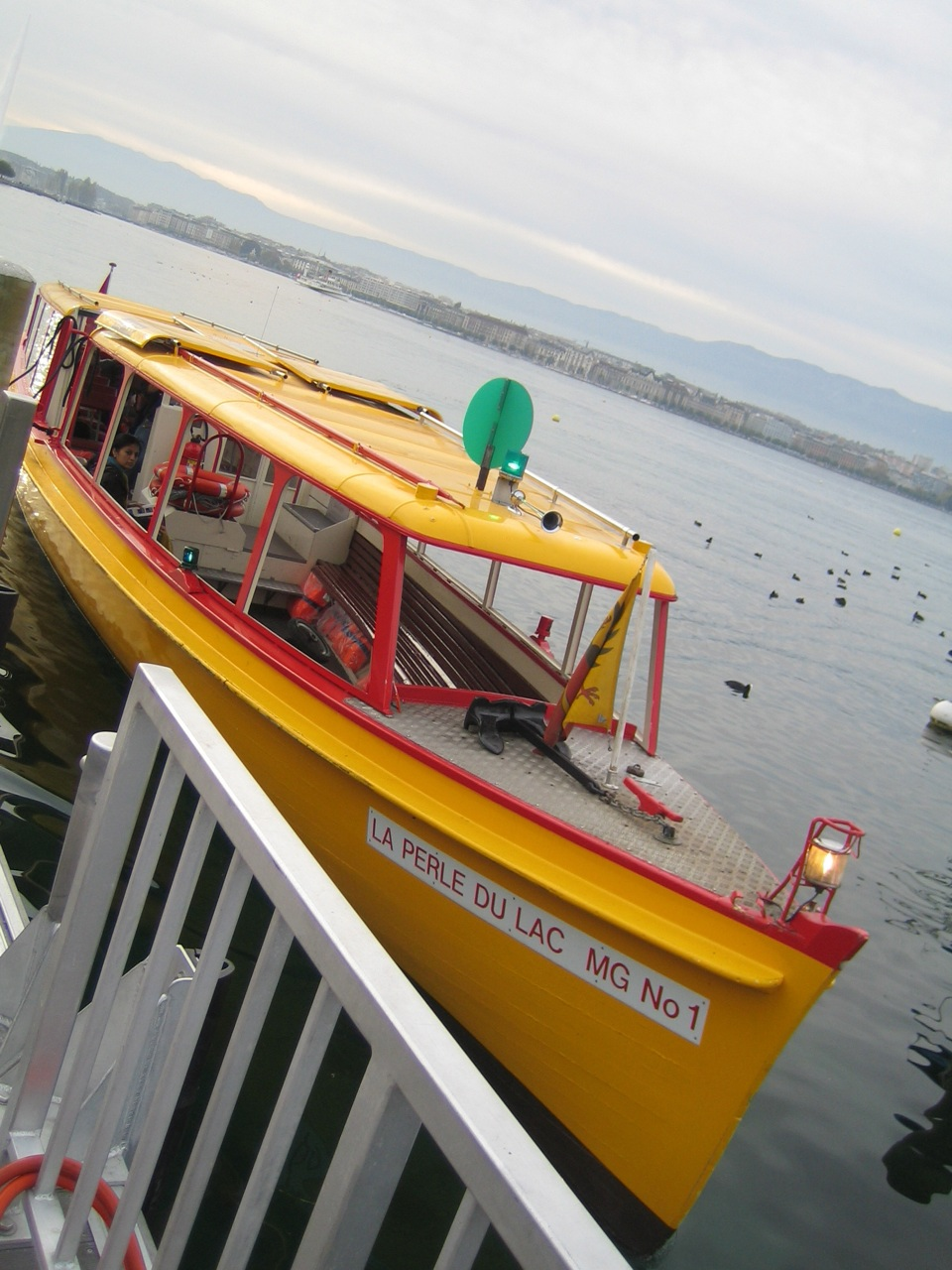
MG 1 La Perle du Lac.
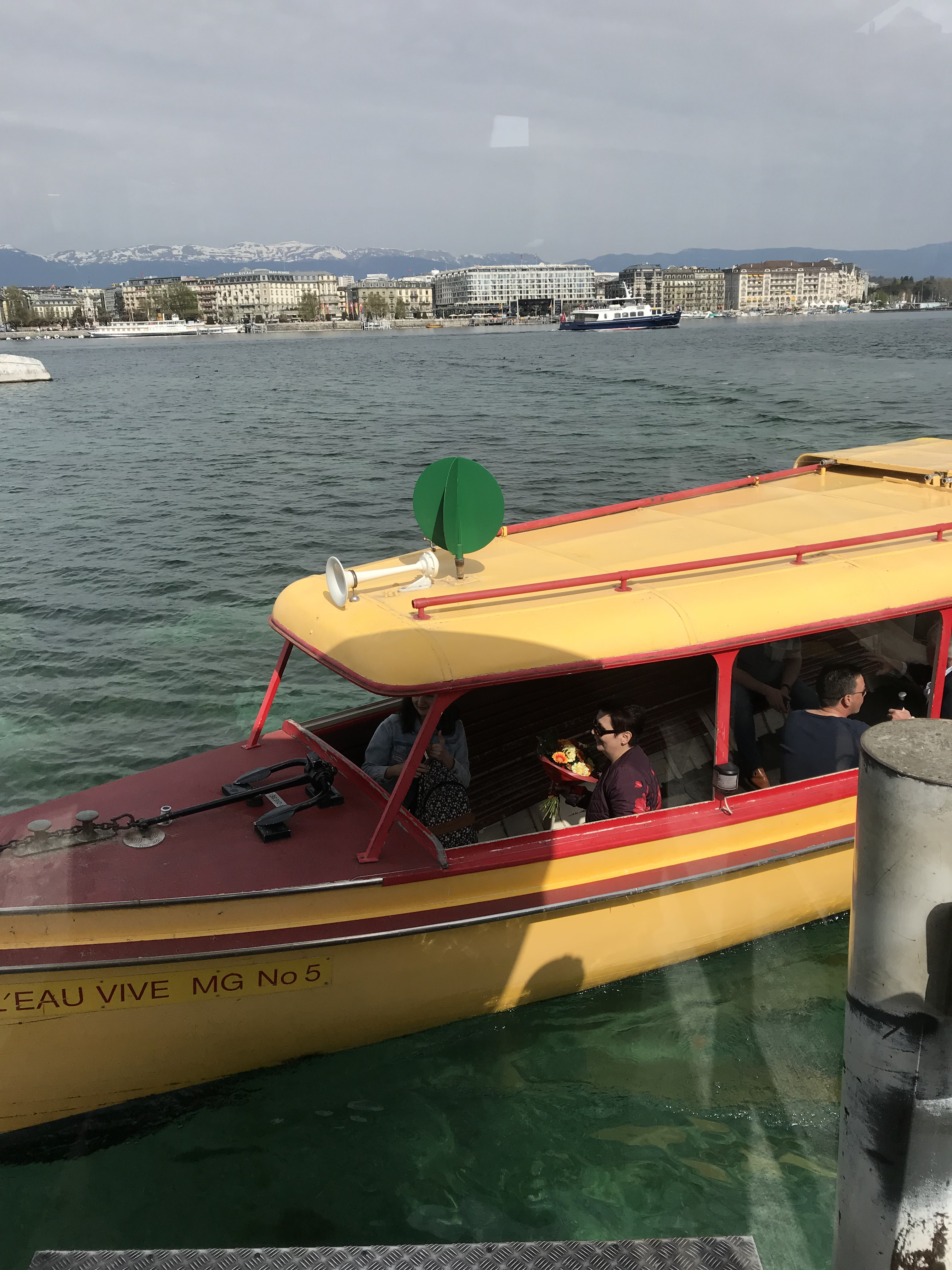
MG 5 L'Eau-Vive.
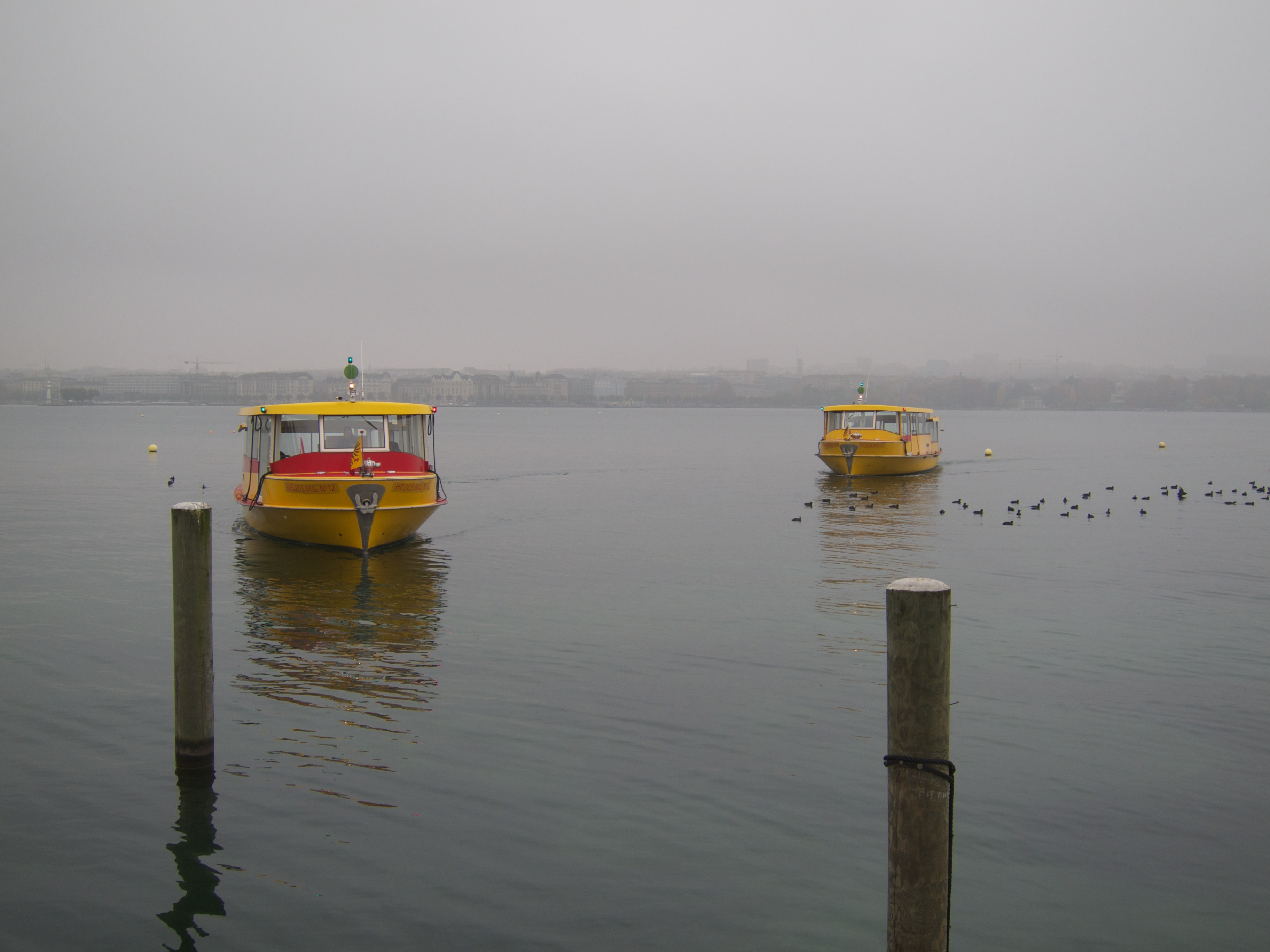
MG 6 Solaris (à droite) et MG 12 Hélios (à gauche).
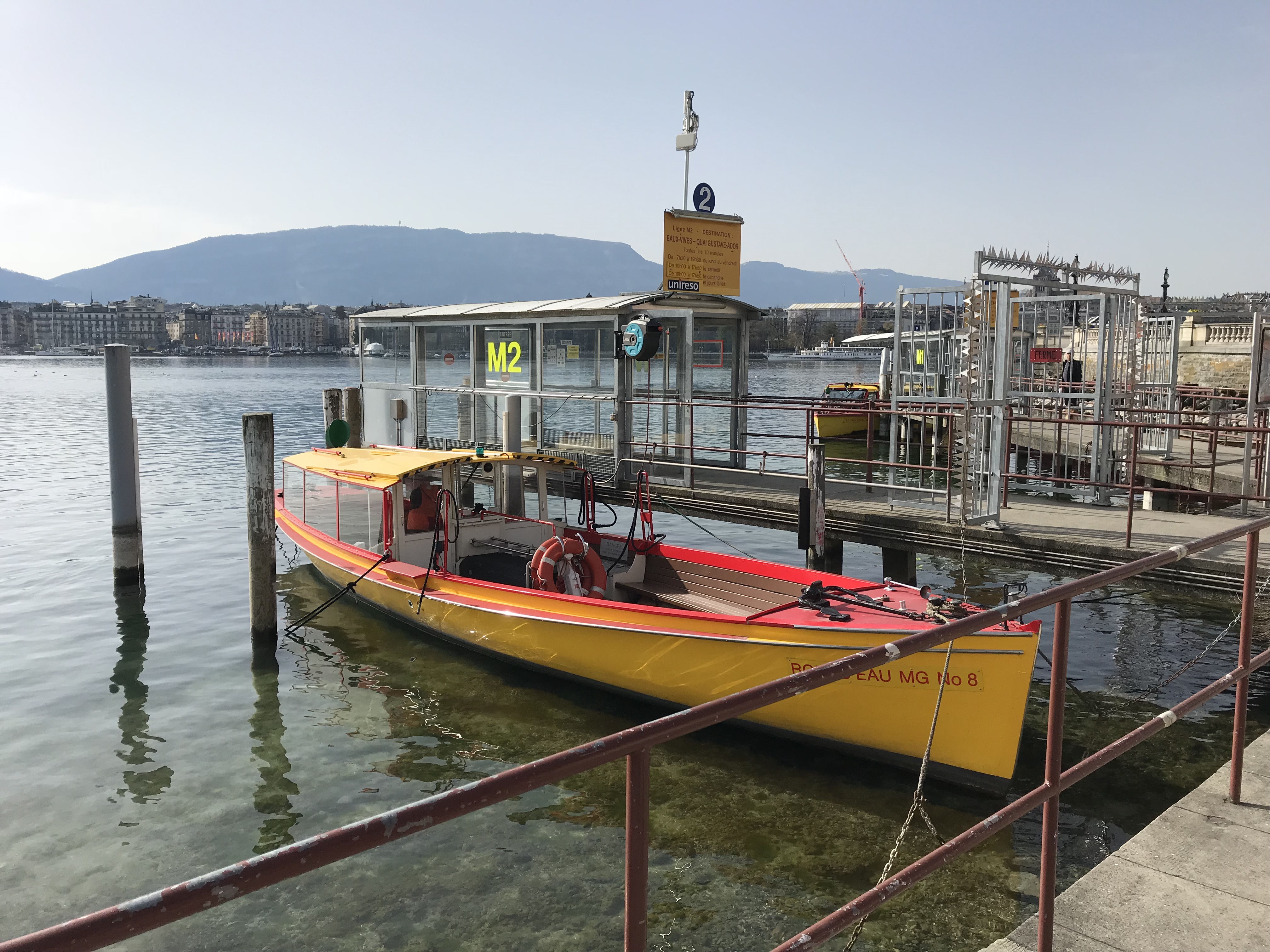
MG 8 Rouss'eau.
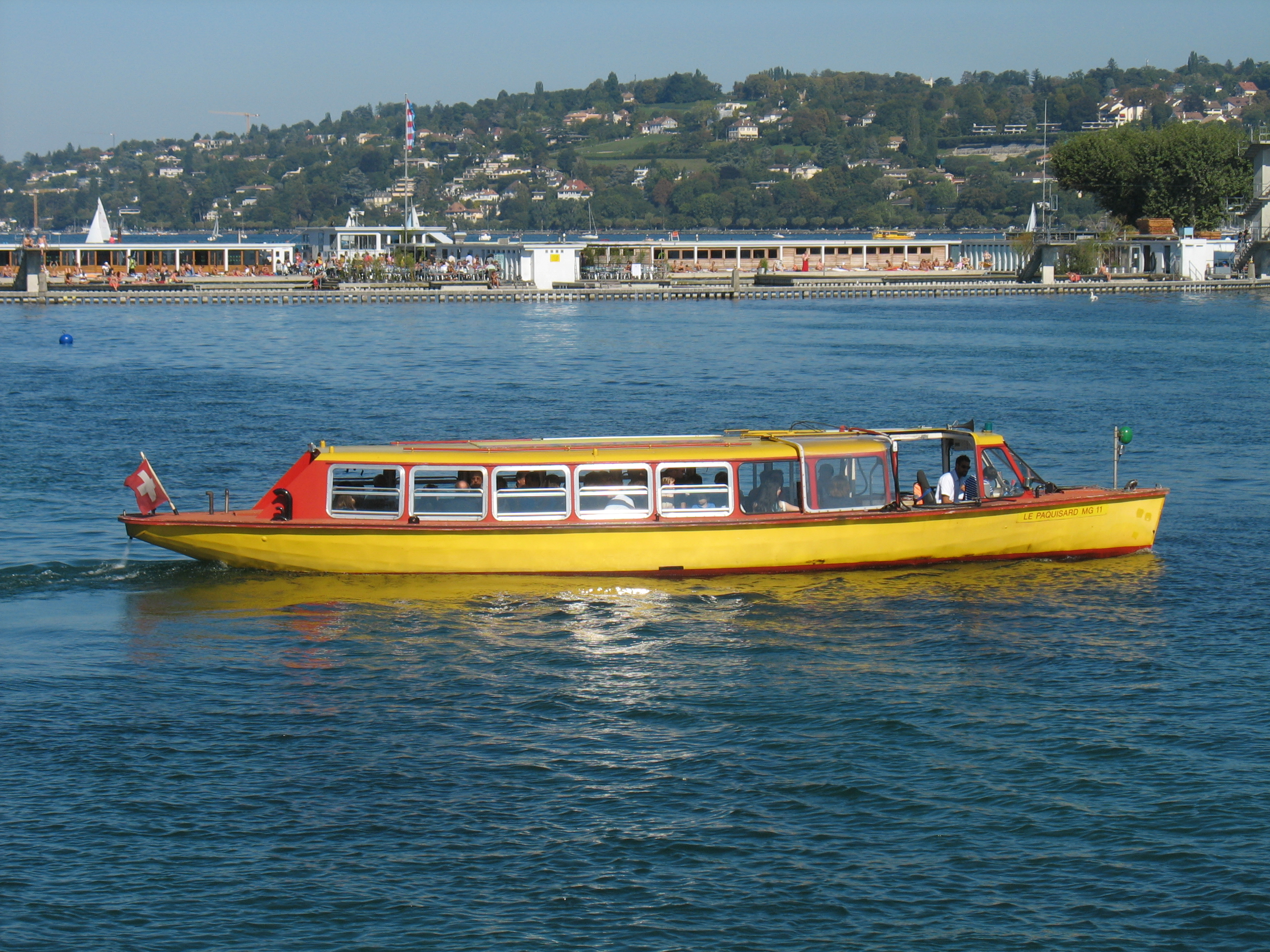
MG 11 Le Pâquisard.
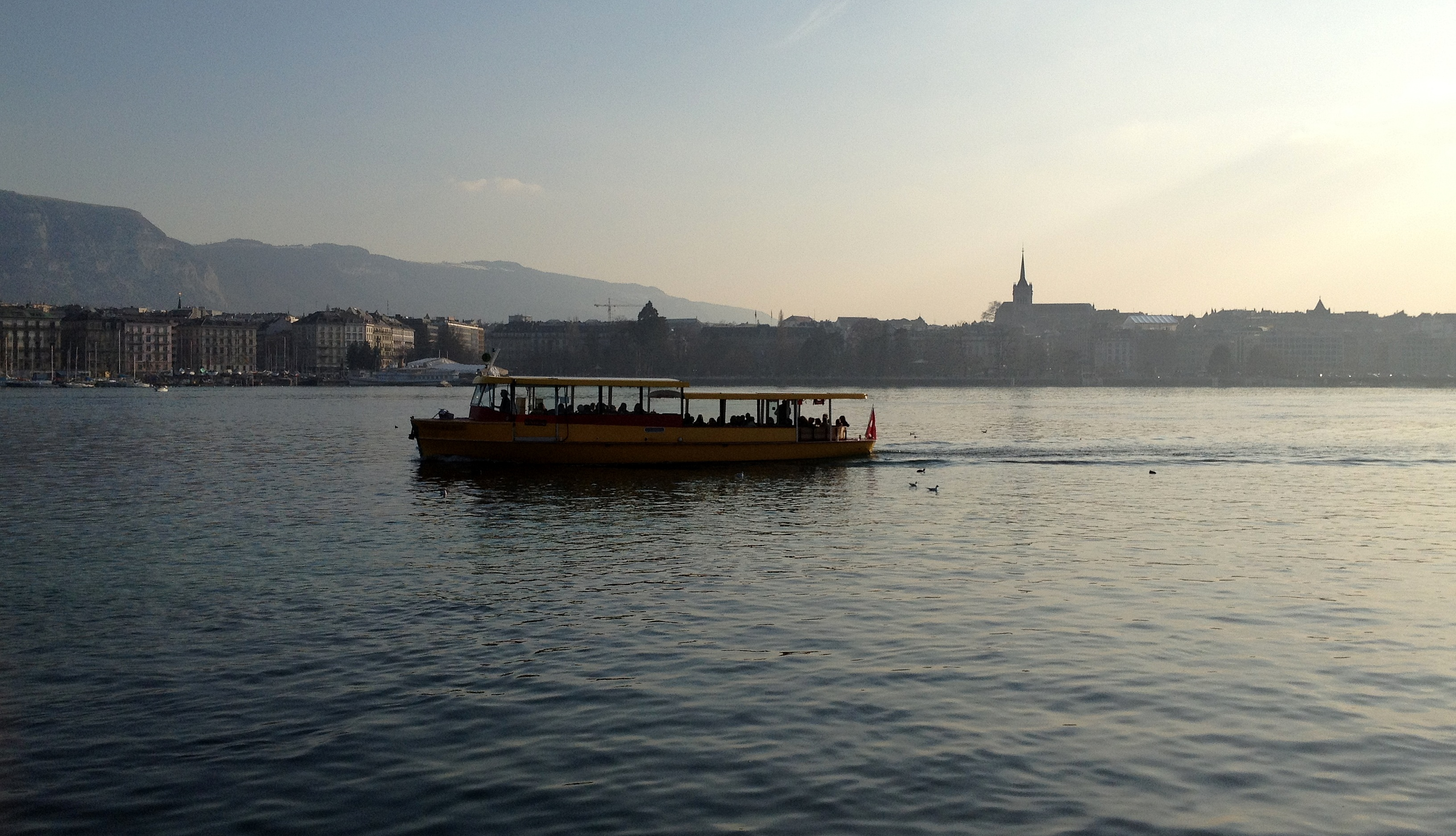
Sur la ligne M2 avec vue partielle du Salève et de la vieille ville.

## Réseau

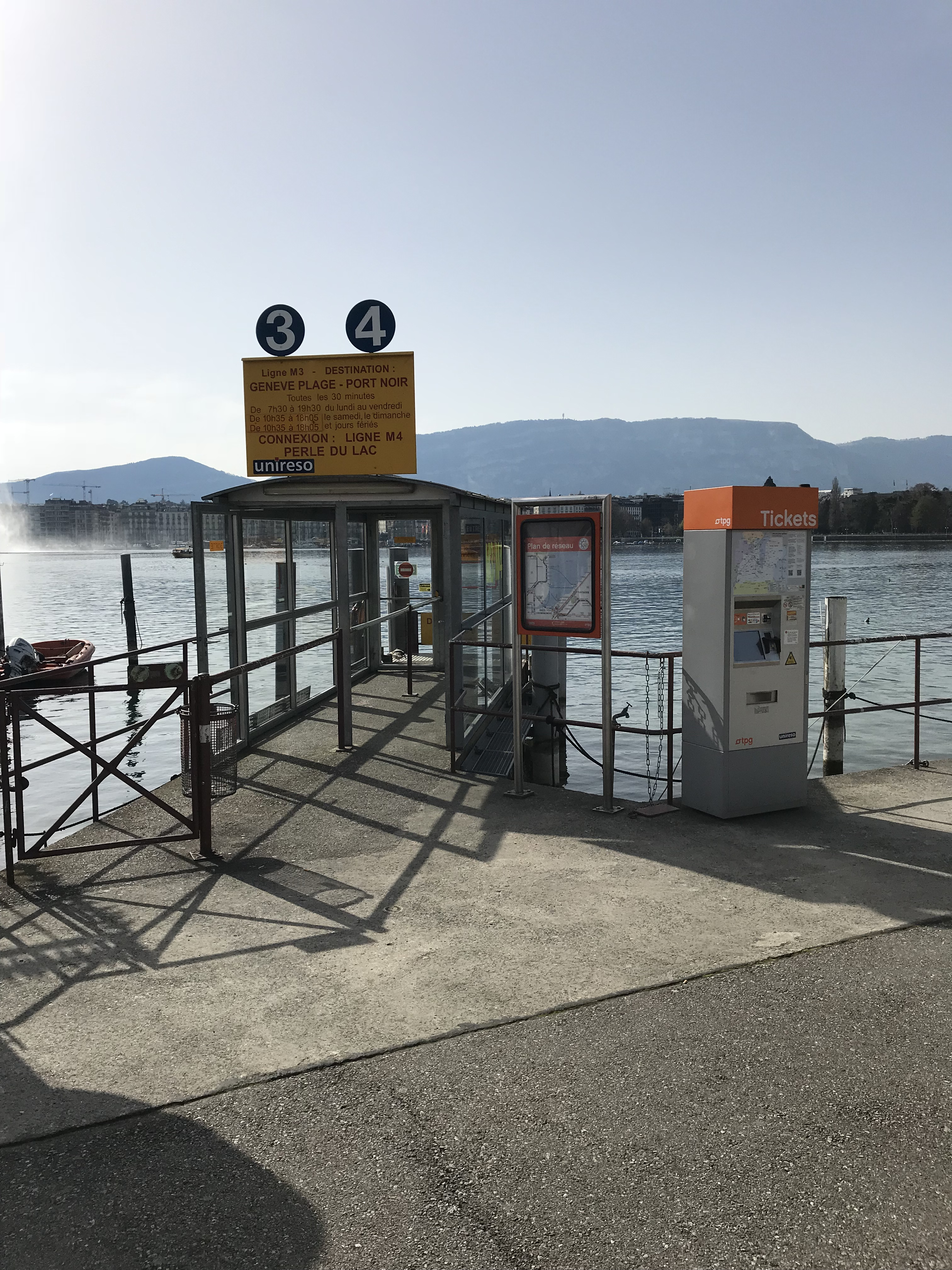
Embarcadère ligne M3 aux Pâquis, avec un distributeur de tickets.

### Présentation
Les mouettes sont organisées en quatre lignes indicées de M1 à M4, fonctionnant toute l'année de part et d'autre de la rade de Genève. Elles effectuent chaque jour une centaine de rotations. Les lignes M1 et M2, longue de moins d'un kilomètre, fonctionnent à raison d'une rotation toutes les dix minutes tandis que les lignes M3 et M4, longues de près d'un kilomètre et demi, fonctionnent à raison d'une rotation toutes les demi-heures. En 2016, la compagnie a assuré 1,36 million de voyages.

### Trafic
| 2015  | 2016  | 2017  |
| ----- | ----- | ----- |
| 1,285 | 1,365 | 1,439 |

### Lignes
Sont présentés ici les lignes constituant le réseau actuel, au 10 décembre 2017 en horaire normal. La longueur, le temps de parcours moyen (arrondi à la minute) et la fréquentation (en nombre de voyages par an) sont données au 10 décembre 2017, si la ligne a vu son trajet évoluer depuis, une note est présente dans chaque tableau.
| Ligne | Caractéristiques | Caractéristiques                            | Caractéristiques                            | Caractéristiques                            | Caractéristiques                            | Caractéristiques                              | Caractéristiques                            | Caractéristiques                            | Caractéristiques                            |
| M1    | Pâquis ⥋ Molard | Pâquis ⥋ Molard                             | Pâquis ⥋ Molard                             | Pâquis ⥋ Molard                             | Pâquis ⥋ Molard                             | Pâquis ⥋ Molard                               | Pâquis ⥋ Molard                             | Pâquis ⥋ Molard                             | Pâquis ⥋ Molard                             |
| ----- | --- | ------------------------------------------- | ------------------------------------------- | ------------------------------------------- | ------------------------------------------- | --------------------------------------------- | ------------------------------------------- | ------------------------------------------- | ------------------------------------------- |
| M1    | Ouverture / Fermeture — / — | Longueur 0,6 km                             | Durée —                                     | Nb. d’arrêts 2                              | Matériel Bateau-bus                         | Jours de fonctionnement L, Ma, Me, J, V, S, D | Jour / Soir / Nuit / Fêtes O / N / N / O    | Voy. / an 512 444                           | Exploitant SMGN                             |
| M1    | Desserte : - Quartiers de Genève desservis : Les Pâquis et Cité-centre |                                             |                                             |                                             |                                             |                                               |                                             |                                             |                                             |
| M1    | Autre : - Zone traversée : 10. - Amplitudes horaires : La ligne fonctionne en semaine de 7 h 25 à 19 h 40 et les week-ends et fêtes de 10 h 5 à 18 h. Entre début avril et fin octobre, le service est prolongé jusqu'à 21 h 10 tous les jours. - Date de dernière mise à jour : 22 juillet 2018.                                        |                                             |                                             |                                             |                                             |                                               |                                             |                                             |                                             |
| M1    | Dernière actualisation : — |                                             |                                             |                                             |                                             |                                               |                                             |                                             |                                             |
| M2    | Pâquis ⥋ Eaux-Vives (Quai Gustave Ador) | Pâquis ⥋ Eaux-Vives (Quai Gustave Ador)     | Pâquis ⥋ Eaux-Vives (Quai Gustave Ador)     | Pâquis ⥋ Eaux-Vives (Quai Gustave Ador)     | Pâquis ⥋ Eaux-Vives (Quai Gustave Ador)     | Pâquis ⥋ Eaux-Vives (Quai Gustave Ador)       | Pâquis ⥋ Eaux-Vives (Quai Gustave Ador)     | Pâquis ⥋ Eaux-Vives (Quai Gustave Ador)     | Pâquis ⥋ Eaux-Vives (Quai Gustave Ador)     |
| M2    | Ouverture / Fermeture — / — | Longueur 0,6 km                             | Durée —                                     | Nb. d’arrêts 2                              | Matériel Bateau-bus                         | Jours de fonctionnement L, Ma, Me, J, V, S, D | Jour / Soir / Nuit / Fêtes O / N / N / O    | Voy. / an 542 438                           | Exploitant SMGN                             |
| M2    | Desserte : - Quartiers de Genève desservis : Les Pâquis et Les Eaux-Vives |                                             |                                             |                                             |                                             |                                               |                                             |                                             |                                             |
| M2    | Autre : - Zone traversée : 10. - Amplitudes horaires : La ligne fonctionne en semaine de 7 h 20 à 19 h 35 et les week-ends et fêtes de 10 h à 17 h 55. Entre début avril et fin octobre, le service est prolongé jusqu'à 21 h 5 tous les jours. - Date de dernière mise à jour : 22 juillet 2018.                                        |                                             |                                             |                                             |                                             |                                               |                                             |                                             |                                             |
| M2    | Dernière actualisation : — |                                             |                                             |                                             |                                             |                                               |                                             |                                             |                                             |
| M3    | Pâquis ⥋ Genève-Plage (Port Noir) | Pâquis ⥋ Genève-Plage (Port Noir)           | Pâquis ⥋ Genève-Plage (Port Noir)           | Pâquis ⥋ Genève-Plage (Port Noir)           | Pâquis ⥋ Genève-Plage (Port Noir)           | Pâquis ⥋ Genève-Plage (Port Noir)             | Pâquis ⥋ Genève-Plage (Port Noir)           | Pâquis ⥋ Genève-Plage (Port Noir)           | Pâquis ⥋ Genève-Plage (Port Noir)           |
| M3    | Ouverture / Fermeture — / — | Longueur 1,5 km                             | Durée —                                     | Nb. d’arrêts 2                              | Matériel Bateau-bus                         | Jours de fonctionnement L, Ma, Me, J, V, S, D | Jour / Soir / Nuit / Fêtes O / N / N / O    | Voy. / an 183 258                           | Exploitant SMGN                             |
| M3    | Desserte : - Quartiers de Genève desservis : Les Pâquis et Genève-Plage |                                             |                                             |                                             |                                             |                                               |                                             |                                             |                                             |
| M3    | Autre : - Zone traversée : 10. - Amplitudes horaires : La ligne fonctionne en semaine de 7 h 15 à 19 h 30 et les week-ends et fêtes de 10 h 20 à 18 h 5. Entre début avril et fin octobre, le service est assuré en semaine jusqu'à 21 h et les week-ends et fêtes de 9 h 50 à 21 h 5. - Date de dernière mise à jour : 22 juillet 2018. |                                             |                                             |                                             |                                             |                                               |                                             |                                             |                                             |
| M3    | Dernière actualisation : — |                                             |                                             |                                             |                                             |                                               |                                             |                                             |                                             |
| M4    | De-Chateaubriand ⥋ Genève-Plage (Port Noir) | De-Chateaubriand ⥋ Genève-Plage (Port Noir) | De-Chateaubriand ⥋ Genève-Plage (Port Noir) | De-Chateaubriand ⥋ Genève-Plage (Port Noir) | De-Chateaubriand ⥋ Genève-Plage (Port Noir) | De-Chateaubriand ⥋ Genève-Plage (Port Noir)   | De-Chateaubriand ⥋ Genève-Plage (Port Noir) | De-Chateaubriand ⥋ Genève-Plage (Port Noir) | De-Chateaubriand ⥋ Genève-Plage (Port Noir) |
| M4    | Ouverture / Fermeture — / — | Longueur 1,6 km                             | Durée —                                     | Nb. d’arrêts 2                              | Matériel Bateau-bus                         | Jours de fonctionnement L, Ma, Me, J, V, S, D | Jour / Soir / Nuit / Fêtes O / N / N / O    | Voy. / an 200 370                           | Exploitant SMGN                             |
| M4    | Desserte : - Quartiers de Genève desservis : Les Pâquis et Genève-Plage |                                             |                                             |                                             |                                             |                                               |                                             |                                             |                                             |
| M4    | Autre : - Zone traversée : 10. - Amplitudes horaires : La ligne fonctionne en semaine de 7 h 15 à 19 h 30 et les week-ends et fêtes de 10 h 20 à 18 h 5. Entre début avril et fin octobre, le service est assuré en semaine jusqu'à 21 h et les week-ends et fêtes de 9 h 50 à 21 h 5. - Date de dernière mise à jour : 22 juillet 2018. |                                             |                                             |                                             |                                             |                                               |                                             |                                             |                                             |
| M4    | Dernière actualisation : — |                                             |                                             |                                             |                                             |                                               |                                             |                                             |                                             |

### Tarification et financement

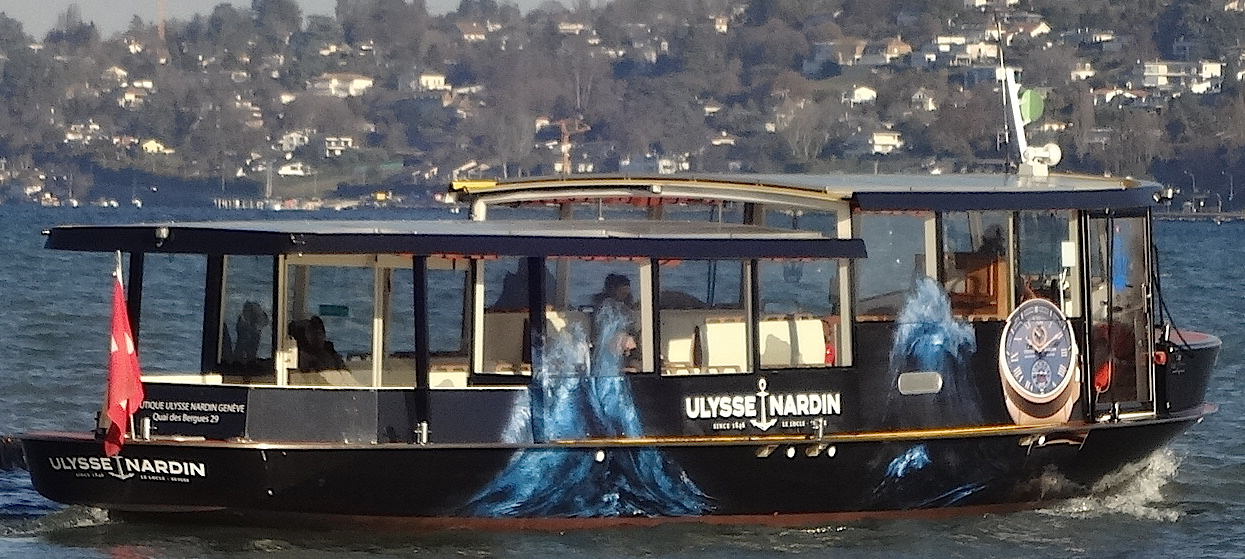
La MG No 6 aux couleurs d’Ulysse Nardin.

Naviguant sous la bannière de la communauté tarifaire Unireso depuis 2001, les Mouettes peuvent être utilisées avec un billet commun aux bus, trolleybus, tramways et trains Léman Express. Le billet unitaire « Tout Genève » à 3 CHF permet donc d'utiliser les Mouettes, le ticket « Saut de puce » à 2 CHF permet un aller simple sur une ligne. Avant l'entrée dans Unireso, la traversée coûtait 2,20 CHF.
Elles sont subventionnées par l'État de Genève, 2 075 150 francs en 2009.
Des mouettes peuvent être habillées en fonction d’un partenariat, comme avec Ulysse Nardin dont la publicité recouvre la MG6 Solaris depuis fin novembre 2016.

### Évolution du réseau
En 2005 une ligne M5 était envisagé entre Les Eaux-Vives et le nouveau débarcadère De-Chateaubriand, ce projet est en 2017 conditionné aux moyens financiers de la compagnie. Un autre projet est à l'étude en 2013, pour permettre la création d'une nouvelle desserte au Pont de la Machine (vers la Petite Fusterie / rive gauche).